# Schloss Niedergebra

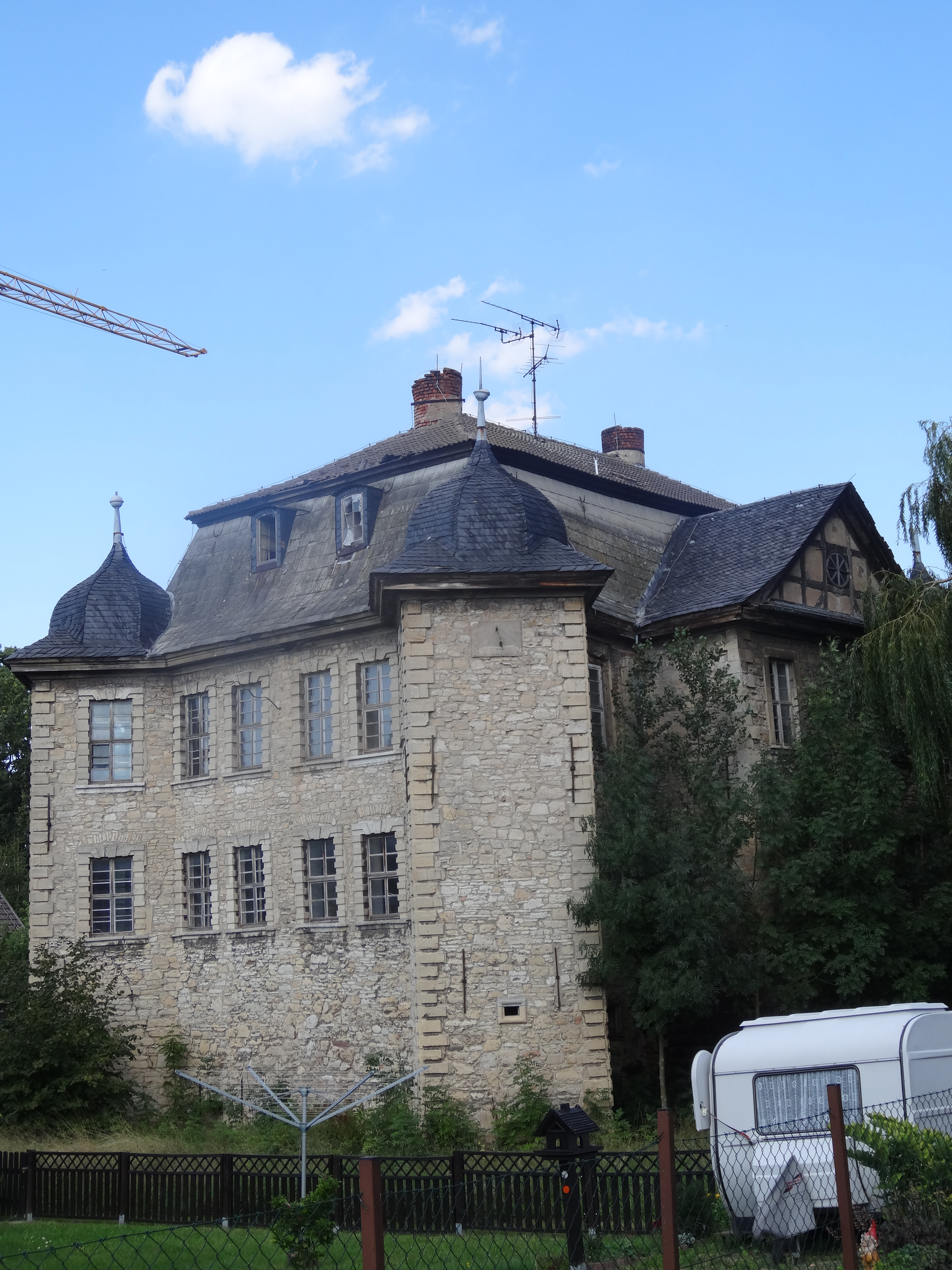
Schloss Niedergebra 2015

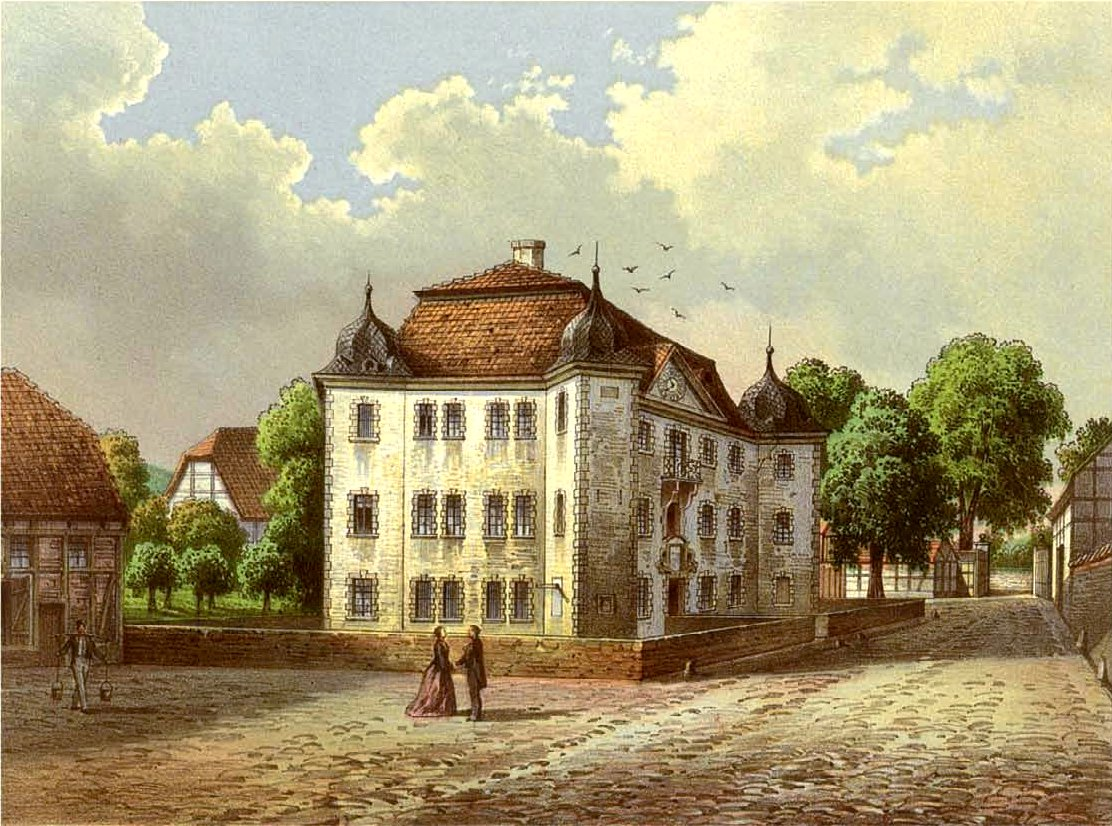
Schloss Niedergebra um 1873/74, Sammlung Alexander Duncker

Schloss Niedergebra ist eine 1730 bis 1735 zum Wasserschloss umgebaute ehemalige Wasserburg in der Schäfereigasse in Niedergebra (Thüringen).

## Geschichte
Das früher zugehörige Gut gehörte im Mittelalter den Grafen von Hohnstein. Volkmar Wolf von Hohnstein belehnte 1550 seinen Kanzler Peter von Bötticher (nobilitiert 1563) mit dem Gut als erbliches Lehen. Peter von Bötticher verkaufte den Blauen Hof, dessen Wert er durch den Erwerb der Schäfereigerechtigkeit noch steigern konnte, 1562 für 3114 Gulden an Christoph vom Hagen auf Deuna. Dessen Nachfahren, insbesondere Freiherr Friedrich Philipp vom Hagen (1683–1754) war königlicher Landrat der nun unter preußischer Herrschaft befindlichen Grafschaft Hohnstein. Er konnte den Besitz durch Erwerb von zwei benachbarten Rittergütern erheblich vergrößern: 1729 erwarb er das von Bodungensche Rittergut, 1736 das Dransfeldsche Rittergut. Des Weiteren erwarb der Landrat Nachbargrundstücke, welche via Lehnbrief der von Hagenschen Lehnscurie faktisch zugeordnet. Gleichzeitig ließ er das Schloss zwischen 1730 und 1736 als Wasserburg errichten. Wegen seiner Schieferbedachung wurde das Schloss auch der „Blaue Hof“ genannt. Niedergebra wurde von den Grafen vom Hagen zum Familienfideikommiss bestimmt, ein Fideikommissherr war Adelbert Graf vom Hagen. Die Adelsfamilie betrieb den Besitz nicht immer direkt selbst, sondern verpachtete das Rittergut.
Nachdem die Nachfahren der vorgenannten Besitzer, letzter Eigentümer war der Major Sittich Graf vom Hagen, verheiratet mit Adele Freiin Dathe von Burgk, Tochter des Maximilian Dathe von Burgk, 1945 entschädigungslos enteignet worden waren und das Schloss verlassen mussten, wurde es ab 1950 zum Feierabend- und Pflegeheim. 2002 wurde das Gebäude vom Eigentümer, dem Landratsamt Nordhausen, an einen Privatmann aus Nordhessen verkauft, der es als Familiensitz nutzen und einen Beherbergungsbetrieb einrichten wollte. 2012 fand im Festsaal zum Tag des offenen Denkmals eine Theateraufführung statt.
Aufgrund fehlender Instandhaltung verfällt das Schloss immer mehr. Durch einen neuen Besitzer wird das Schloss renoviert. Künftig soll es auch wieder der Öffentlichkeit zugänglich sein.

## Gebäude
Das dreigeschossige, aus massivem Bruchsteinmauerwerk erbaute Herrenhaus ist an allen vier Ecken mit je einem quadratischen Turm versehen. Diese Ecktürme sind mit einer kräftigen Eckverquaderung versehen und tragen barocke Zwiebeldächer. Die Anlage ist von einem Wassergraben umgeben, über den eine steinerne Brücke zum Eingangsportal führt.